# Bath (Carolina do Norte)
Bath é uma cidade  localizada no estado norte-americano de Carolina do Norte, no Condado de Beaufort.

## Demografia
Segundo o censo norte-americano de 2000, a sua população era de 275 habitantes. 
Em 2006, foi estimada uma população de 272, um decréscimo de 3 (-1.1%).

## Geografia
De acordo com o United States Census Bureau, a localidade tem uma área de 2,7 km², dos quais 0,9 km² cobertos por terra e 1,8 km² cobertos por água. Bath localiza-se a aproximadamente 5 m acima do nível do mar.

## Localidades na vizinhança
O diagrama seguinte representa as localidades num raio de 24 km ao redor de Bath. 